# Riconquista di Bahia
La riconquista di Bahia (Spagnolo: Jornada del Brasil; Portoghese: Jornada dos Vassalos) è stata una spedizione militare inviata dalla monarchia spagnola nel 1625 contro le forze olandesi che occupavano la città brasiliana di Salvador de Bahia, nel corso della Guerra degli ottant'anni combattuta tra Spagna e Paesi Bassi.
Dopo la cattura nel 1624 della colonia portoghese di Salvador da parte della flotta congiunta delle Province Unite e della Compagnia olandese delle Indie Occidentali (WIC), Filippo IV re di Spagna e Portogallo ordinò di armare una flotta congiunta castigliano-portoghese con l'obiettivo di recuperare la città.
La parte portoghese dell'armata salpò da Lisbona, sotto il comando di Manuel de Meneses e la parte spagnola da Cadice sotto il comando di Fadrique Álvarez de Toledo Osorio tra la fine del 1624 e l'inizio del 1625; le due flotte attraversarono unite l'Oceano Atlantico e, quando arrivarono di fronte a Salvador, la assediarono per un mese, al termine del quale fu ottenuta la capitolazione.

## Storia

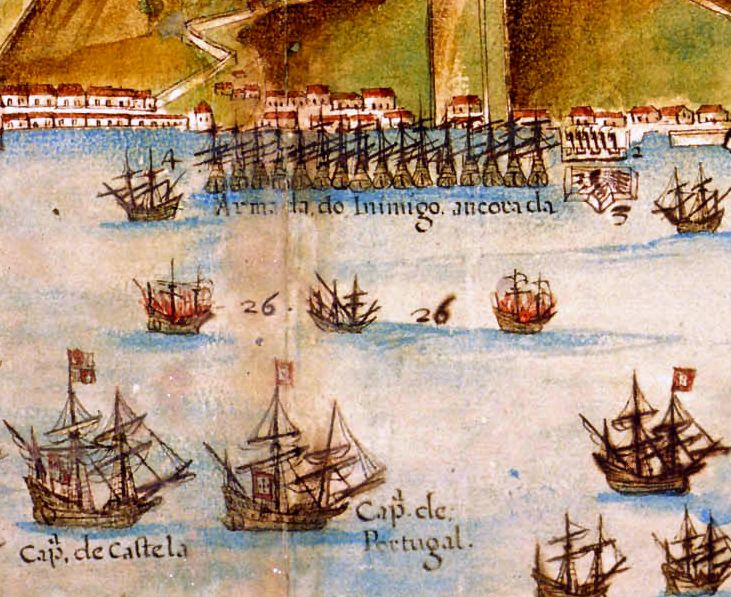
Dettaglio di una mappa che mostra la flotta congiunta spagnola-portoghese che riconquista Salvador de Bahia nel 1625, Atlas of Brazil di João Teixeira Albernaz I (1631)

L'8 maggio 1624 una flotta al servizio della Compagnia olandese delle Indie occidentali, guidata dall'ammiraglio Jacob Willekens, aveva attaccato Salvador, allora capitale del Brasile, ottenendo la resa della guarnigione portoghese comandata dal governatore Diogo de Mendonça Furtado, che fu imprigionato insieme a suo figlio, al vescovo, al provinciale dei gesuiti e altre personalità illustri. La città fu saccheggiata e la popolazione fuggì. Gli olandesi progettavano di prendere stabilmente il controllo di un luogo di così alto valore strategico, strappandolo ai portoghesi, che erano i loro principali concorrenti tra le potenze coloniali europee. Così fu nominato un governatore olandese della città, Johan van Dorth. La resistenza portoghese fu riorganizzata nel sobborgo di Rio Vermelho e riuscì a contenere gli invasori nel perimetro urbano della città.
Don Fadrique raggiunse Salvador con una flotta di 26 navi armata di 450 cannoni e 3500 soldati. Era la più grande flotta che avesse mai attraversato l'Atlantico. Don Fadrique de Toledo, capitano generale dell'Armada del Mar Océano, aveva più volte sconfitto le flotte olandesi e inglesi. Il 29 marzo 1625 una trentina di navi spagnole bloccarono Bahia e pochi giorni dopo sbarcò la fanteria di marina. L'assedio durò un mese fino a quando gli olandesi si arresero agli spagnoli. Le truppe spagnole catturarono 18 bandiere, sei navi, 260 cannoni e 500 chili di polvere da sparo; Inoltre recuperarono i beni saccheggiati quando la città era stata occupata, valutati in 300 000 ducati. Dal lato spagnolo morirono il maestre de campo Pedro Osorio, sei capitani e 65 soldati.
Pochi mesi dopo arrivò a Salvador un'altra flotta olandese di 34 navi ignara che l'assedio spagnolo si fosse concluso con la cattura della città. La flotta venne respinta.
L'espulsione degli olandesi da Bahia, la resa di Breda, il fallito tentativo anglo-olandese di conquistare Cadice, la difesa di San Juan contro gli olandesi e di Genova contro i franco-sabaudi, fece del 1625 un annus mirabilis per la Spagna. Purtroppo, in un atto coraggioso di pirateria nei Caraibi, l'ammiraglio olandese Piet Pieterszoon Hein, al servizio della Compagnia delle Indie Occidentali, intercettò e saccheggiò nel 1628 la flotta spagnola che trasportava la spedizione annuale di argento estratto dalle colonie americane, rendendo possibile una nuova invasione olandese, questa volta della Capitania de Pernambuco; la liberazione del Pernambuco richiese molti anni e l'occupazione olandese si protrasse fino al 1654.